# Abel Ruiz
Abel Ruiz Ortega, född 28 januari 2000 i Almussafes, är en spansk fotbollsspelare.

## Karriär
Abel Ruiz inledde sin seniorkarriär i Barcelonas B-lag år 2017. Han debuterade i dess A-laget 2019 och flyttade 2020 till Braga. 2024 kontrakterades han av Girona. Han har representerat Spanien på olika ungdomsnivån sedan 2015 och debuterade seniorlandslaget 2021. Han blev olympisk guldmedaljör i fotboll vid olympiska sommarspelen 2024 i Paris efter att Spanien slagit Frankrike i finalen.